# Градениці
Градени́ці — село Біляївської міської громади у Одеському районі Одеської області України. Населення становило 4668 осіб у 2001 році. Відстань до райцентру становить понад 28 км і проходить автошляхом Т 1625.
Неподалік від села розташований пункт пропуску через молдавсько-український кордон Градинці — Незавертайлівка.

## Історія

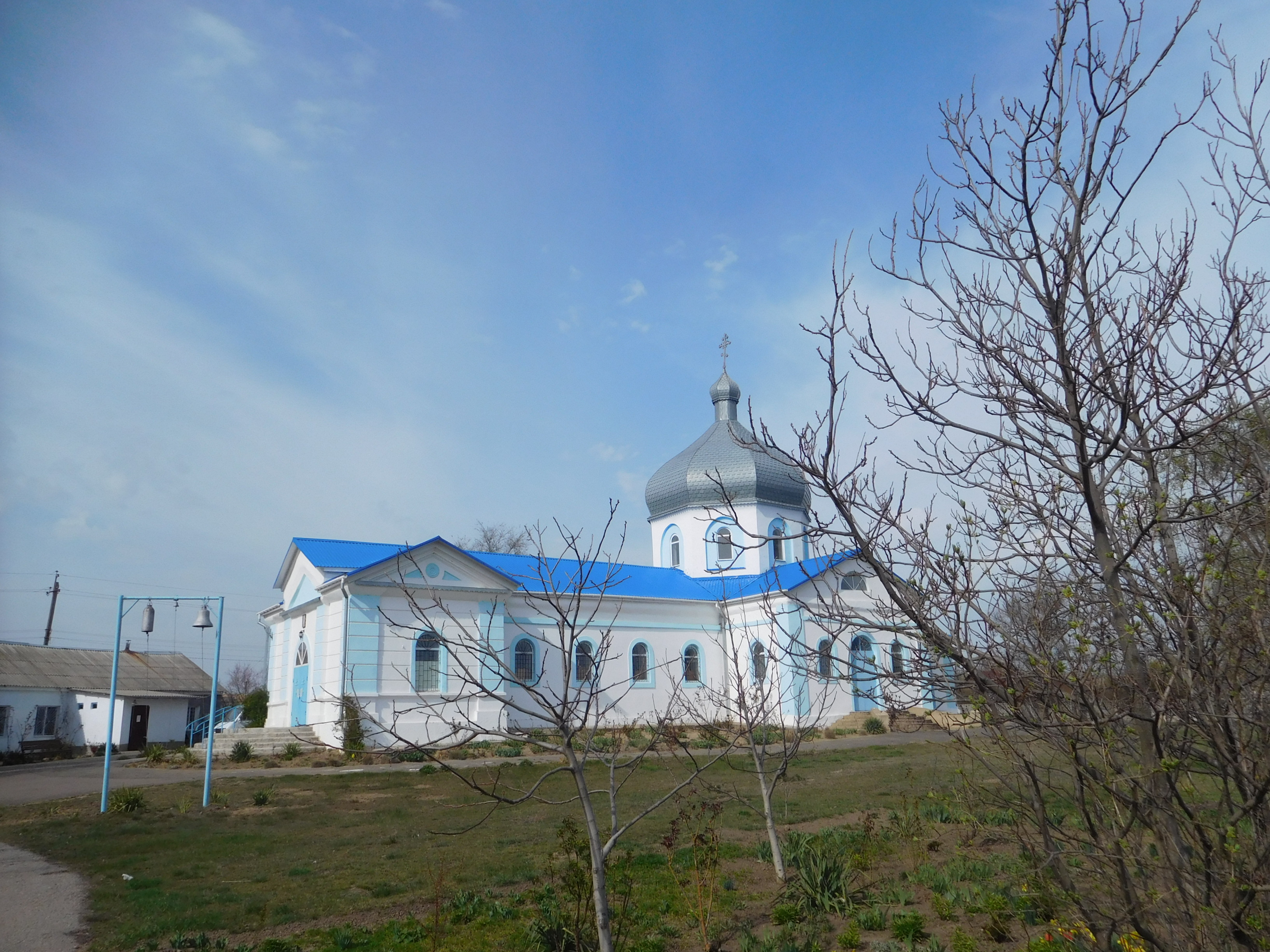
Церква Різдва Богородиці

Населений пункт заснований приблизно 1790 року чорноморськими козаками. Після виведення чорноморців на Кубань, Градениці заселили українці, а також у менший кількості — молдовани. У 1823 році побудовано кам'яну Різдвяно-Богородницьку церкву.
Станом на 1886 у селі, центрі Граденіцької волості Одеського повіту Херсонської губернії, мешкало 3548 осіб, налічувалося 609 дворових господарств, функціонувала православна церква, 1 школа, 3 крамниці, відбувалися базари через 2 тижні по вівторках.
На початку 1930 року в Граденицях розпочалися антирадянські протести, що охопили й сусідні села Яськи та Троїцьке. Селяни протестували проти колективізації. 26 лютого 1930 року мешканці Градениць розігнали місцеву владу та розібрали з колгоспів своє майно. В селі щодня проходили мітинги. Селяни вимагали розпуску колгоспів, повернення виселених «куркулів»-односельців та відкриття кордону з Румунією. 3 березня Градениці, Троїцьке та Яськи були оточені підрозділами ДПУ та міліції. Операцією командував особисто голова ДПУ УСРР Всеволод Балицький. В результаті операції було заарештовано 150 селян. 5 березня було вирішено виселити з конфіскацією майна ще 40 сімей «куркулів».
Під час Голодомору 1932—1933 років померло щонайменше 527 жителів села.

## Політика

### Парламентські вибори, 2019
На позачергових парламентських виборах 2019 року у селі функціонували окремі виборчі дільниці № 510239 і 510240, розташовані у приміщеннях шкіл.
Результати
- зареєстровано 3454 виборці, явка 41,81%, найбільше голосів віддано за «Слугу народу» — 41,32%, за «Опозиційну платформу — За життя» — 40,97%, за «Опозиційний блок» — 4,22%.[6] В одномандатному окрузі найбільше голосів отримав Сергій Червачов (самовисування) — 28,06%, за Сергія Колебошина (Слуга народу) — 27,29%, за Василя Гуляєва (самовисування) — 20,11%[7].

## Населення
Згідно з переписом 1989 року населення села становило 4883 особи, з яких 2238 чоловіків та 2645 жінок.
За переписом населення 2001 року в селі мешкало 4668 осіб.

### Мова
Розподіл населення за рідною мовою за даними перепису 2001 року:
| Мова       | Відсоток |
| ---------- | -------- |
| українська | 87,38 %  |
| російська  | 10,52 %  |
| румунська  | 1,69 %   |
| білоруська | 0,15 %   |
| болгарська | 0,09 %   |
| гагаузька  | 0,02 %   |

## Пам'ятки
- Братська могила[d] 21 радянського воїна, загиблого при звільненні села 7 квітня 1944 року;

## Відомі люди
- Фалько Володимир Іванович (1954) — український політик, член Партії регіонів; колишній народний депутат України.
- Шатохін Сергій Миколайович (1976–2019) — командир відділення державного пожежно-рятувального загону Головного управління Державної служби України з надзвичайних ситуацій в Одеській області, прапорщик служби цивільного захисту, Герой України.